# 프랑크인의 지배

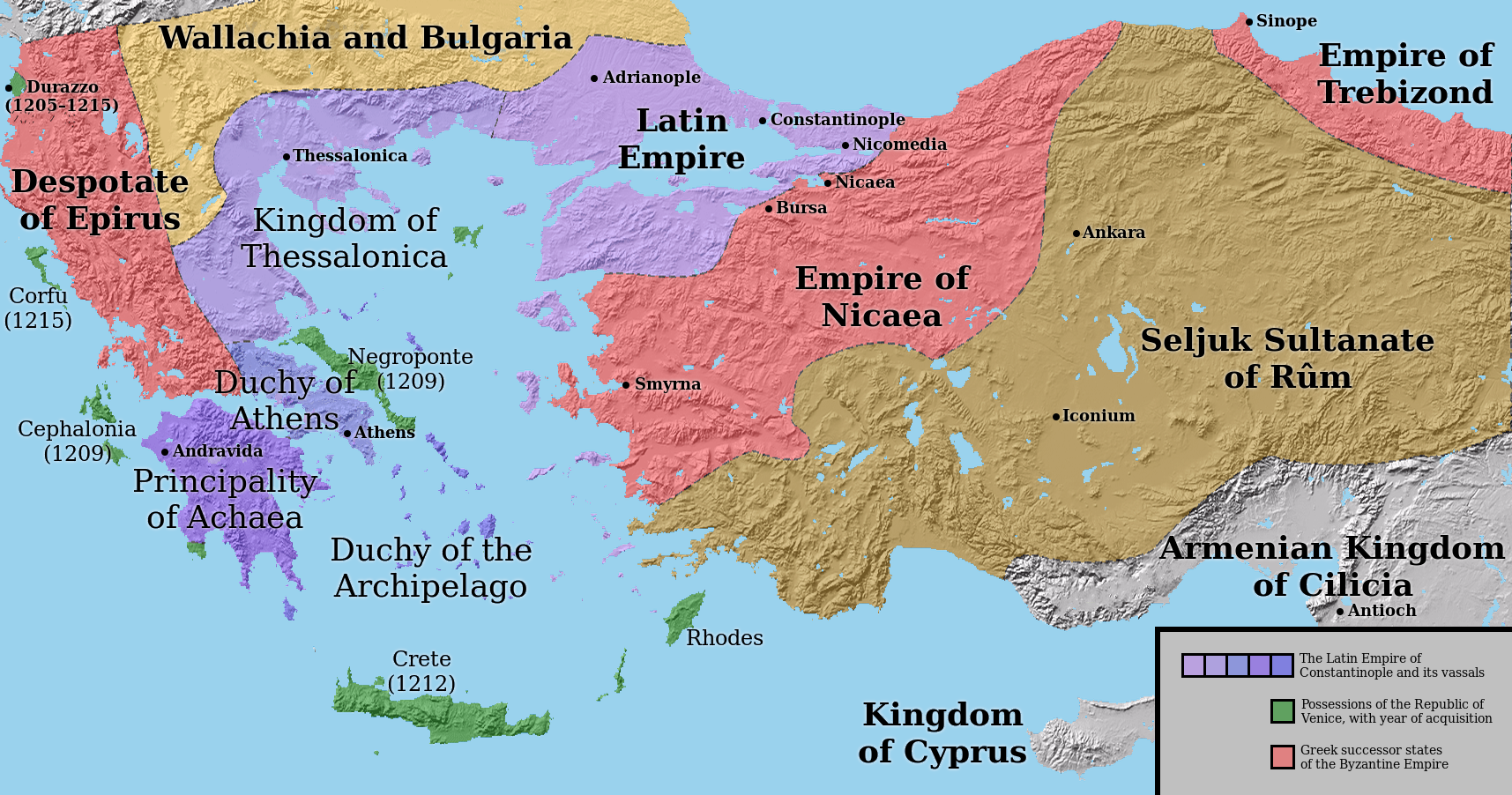
프랑크인의 지배 초기 : 제4차 십자군 이후에 분리된 비잔티움 제국.

프랑크인의 지배(그리스어: Φραγκοκρατία, Frangokratia) 혹은 라틴인의 지배(그리스어: Λατινοκρατία, Latinokratia)는 그리스의 역사에서 제4차 십자군(1204년) 이후 그리스의 비잔티움 제국 영토에 여러 서유럽의 십자군 국가가 들어선 시대를 일컫는다. 이 용어는 정교도 그리스인(그리고 대부분의 동부 지중해 사람들)이 가톨릭 계통 서유럽인들을 "라틴인" 혹은 "프랑크인"으로 부른데서 나왔다. 프랑크인의 지배 기간은 지역마다 차이가 있다. 프랑크인 나라들은 여러 나라로 갈라져 주인이 바뀌면서 정치적 상황이 매우 불안정했으며, 대부분 그리스인의 후계 국가가 수복했다. 이오니아 제도와 베네치아 공화국이 지배하던 외지 항구 몇 곳을 제외하고는 프랑크인의 지배를 받던 그리스 지역은 14~16세기에 오스만 제국의 손으로 넘어갔다. 그래서 이후 시대를 "투르크인의 지배"(Tourkokratia)라고도 한다.

## 같이 보기
- 키프로스 왕국